# Courtland Mead
Pour les articles homonymes, voir Mead.
Courtland Mead (né le 19 avril 1987 à Mission Viejo en Californie) est un acteur américain.

## Biographie
Courtland Mead est surtout connu pour avoir tenu le rôle de Danny Torrance dans la mini-série Shining.

## Filmographie

### Cinéma
- 1994 : Corrina, Corrina : Howard Davis
- 1994 : Les Chenapans : Henry Hun-Hun
- 1994 : Dragonworld : Johnny McGowan
- 1995 : Babe, le cochon devenu berger : Puppy (voix)
- 1996 : Hellraiser: Bloodline : Jack Merchant
- 1998 : 1 001 Pattes : Voix
- 1999 : Hantise : voix d'enfant
- 2001 : La Cour de récré : Vive les vacances ! : Gus Griswald (voix)

### Télévision
- 1991 : Ici bébé (Baby Talk) : un enfant
- 1992 : Justice pour mon fils (téléfilm) : Dennis Craig Jurgens
- 1993 : Lake Consequence : Christopher
- 1993 : Les Feux de l'amour (série télévisée) : Phillip Chancellor IV
- 1994 : One Woman's Courage : Michael Pearson
- 1996 : Kirk : Russell Hartman
- 1997 : Nightmare Ned : Ned (voix)
- 1997 : Shining (mini-série) : Danny Torrance
- 1997 : Les Razmoket : Ricky (voix)
- 1998 : Beyond Belief: Fact or Fiction : Randy
- 1998 : Les Anges du bonheur : Matthew Mills
- 1998 : Promised Land : Matthew Mills
- 1998 : Le Vœu de toute une vie : Danny Bookman
- 1999 : Urgences (série télévisée) : Vanilla Latte Boy
- 2000 : New York Police Blues : Kyle Kirkendall
- 2001 : La Cour de récré : Gus/Mikey Blumberg (voix)
- 2002 : Galaxie Lloyd : Lloyd Nebulon
- 2003 : La Cour de récré : Rentrée en classe supérieure : Gus (voix)
- 2003 : La Cour de récré : Les petits contre-attaquent : Gus (voix)